# Kamel Karyena
Kamel Karyena (26 de mayo de 1981) es un deportista argelino que compitió en atletismo adaptado. Ganó cinco medallas en los Juegos Paralímpicos de Verano entre los años 2008 y 2020.

## Palmarés internacional
| Juegos Paralímpicos | Juegos Paralímpicos     | Juegos Paralímpicos | Juegos Paralímpicos |
| Año                 | Lugar                   | Medalla             | Prueba              |
| ------------------- | ----------------------- | ------------------- | ------------------- |
| 2008                | Pekín (China)           | Medalla de oro      | Peso F33/34/52      |
| 2012                | Londres (Reino Unido)   | Medalla de oro      | Peso F32/33         |
| 2012                | Londres (Reino Unido)   | Medalla de bronce   | Jabalina F33/34     |
| 2016                | Río de Janeiro (Brasil) | Medalla de plata    | Peso F33            |
| 2020                | Tokio (Japón)           | Medalla de plata    | Peso F33            |